# Renart (les Masies de Voltregà)
Renart és una casa de les Masies de Voltregà (Osona) inclosa a l'Inventari del Patrimoni Arquitectònic de Catalunya.

## Descripció
Edifici entre mitgeres, de planta baixa, un pis i golfes. A la planta baixa hi ha un portal rectangular, de brancals fets de carreus de pedra desiguals i llinda de pedra d'un sol carreu on apareix inscrita la data de 1749. Al seu costat es troba una obertura de factura moderna, és l'accés al garatge. Al primer pis hi ha dues finestres iguals: amb brancals de carreus ben escairats però desiguals, ampit motllurat reforçat amb una simple barana de ferro i una llinda decorada a base de motllures còncaves i convexes en baix relleu, emmarcant una roseta esculpida al centre.
Al pis superior s'hi obre una petita finestra quadrada amb ampit. La façana acaba amb una barbacana sostinguda per mènsules de fusta.
Tret dels brancals i llindes, la resta de la façana és arrebossada amb un sòcol pintat.
A l'interior hi ha una porta que comunica a una botiga, protegida per una altra porta també de fusta, tancant d'aquesta manera l'espai entre el carrer i la botiga. Amb dues fulles i tipologia quadrangular, està muntada sobre un bastiment molt prim, fet també de fusta. Les dues fulles estan decorades amb motius curvilinis, ondulants, en relleu i treballats al cisell sobre vidre.

## Història
Aquesta casa, construïda al segle xviii, forma part d'un conjunt d'habitatges vinculats al Santuari de la Gleva i al camí real que anava de Barcelona a Puigcerdà. És una botiga de queviures artesans, segurament seguint la tradició de l'antiga casa. La botiga, i la seva porta, es van fer amb posterioritat a la casa perquè estan basats en una tradició modernista.